# بورفدورجين سيردامبا
بورفدورجين سيردامبا (مواليد 18 أبريل 1985) هو ملاكم منغولي، مثّل بلاده في الألعاب الأولمبية الصيفية في دورتي 2008 و2012.

## روابط خارجية
بورفدورجين سيردامبا على موقع بوكس ريك (الإنجليزية) (registration required)
- بورفدورجين سيردامبا على موقع أوليمبيديا (الإنجليزية)